# 19º stormo bombardieri
19º stormo bombardieri (Bombardier) è un film del 1943 diretto da Richard Wallace e Lambert Hillyer.
È un film di guerra statunitense con Pat O'Brien e Randolph Scott ambientato durante la seconda guerra mondiale sulla U.S. Army Air Forces. Fu candidato per un premio Oscar nel 1944 per gli effetti speciali (Vernon L. Walker per gli effetti fotografici, James G. Stewart e Roy Granville per gli effetti sonori).
Il generale di brigata Eugene L. Eubank, comandante in capo del 19º squadrone, primo gruppo di bombardamento pesante della U.S. Army Air Forces, introduce il film con questa frase: «Voglio presentarvi un nuovo genere di soldato americano che oggi rappresenta l'elemento più importante delle nostre forze aeree. Ho detto l'elemento più importante perché sappiamo che esclusivamente da lui dipende il successo di tutte le rischiose missioni a cui partecipa. L'aereo bombardamento più potente del mondo, insieme al suo equipaggio, lo guida nel cuore della battaglia, sfidando difficili condizioni meteorologiche, e superando la resistenza del nemico al solo scopo di concedergli 30 secondi, il tempo che ha a disposizione per colpire il bersaglio. Un tempo brevissimo per assumersi la più grande responsabilità mai affidata ad un soldato. Per concludere voglio parlarvi anche di quegli uomini che con notevole intuito e lungimiranza hanno creato questo nuovo genere di soldato addestrandolo per il suo difficile compito molti mesi prima dell'inizio della guerra».

## Trama
Il film è ambientato durante la seconda guerra mondiale, in una base americana per l'addestramento per bombardieri di alta quota.
Nel 1941, a una riunione a Washington D.C., due ufficiali della United States Army Air Corps discutono sull'importanza dei bombardieri. Il maggiore "Chick" Davis espone che un bombardiere, usando il segreto sistema di puntamento americano, sarà la "punta di diamante delle forze di attacco". Dopo un anno di osservazione della Royal Air Force contro la tedesca Luftwaffe, il capitano "Buck" Oliver non è convinto e considera che nuovi piloti sono la priorità. Davis sfida Oliver a una gara per verificare i due punti di vista. Oliver, usando un bombardiere da attacco, manca l'obiettivo con tutte le sue bombe mentre Davis, bombardando da 8 000 metri con un Boeing B-17 Flying Fortress, ha successo già con la prima bomba.
In seguito, Oliver raccomanda che "Hughes Field", ad "Almansor", New Mexico, scuola civile di volo di un amico, sia trasformata in un centro di addestramento per nuovi bombardieri. Quando la scuola è prossima a rilasciare i primi allievi, il maggiore Davis arriva con il suo braccio destro Archie Dixon per prendere il comando. Davis è sconcertato dalla presenza di tante donne civili impiegate, tra cui l'ex proprietaria del campo, Burton "Burt" Hughes, figlia di un rispettato generale dell'Air Corps e ora segretaria in base al contratto di locazione. Davis è brusco con Burt che osserva che potrebbe usare un po' di allenamento nelle buone maniere.
Buck Oliver arriva con la prossima classe di cadetti, che include Tom Hughes, il fratello di Burt. Davis è leggermente turbato nell'apprendere che Oliver e Burt hanno una storia romantica. Oliver, che dirige il gruppo di piloti che pilotano bombardieri per l'addestramento dei cadetti, rifiuta di prenderli sul serio perché diventeranno sergenti dopo la laurea, non ufficiali su commissione. Davis tenta di recuperare il rapporto con Burt, e sollecita il dipartimento di guerra a commissionare i bombardieri. La scuola di pre-volo è intensiva e con bombardamenti pratici, ma rivela molte carenze: Tom Hughes soffre il mal d'aria, Joe Connors ha problemi di impegno e "Chito" Rafferty mal sopporta la mancanza di donne nella base. Il cadetto Pete Jordan non è all'altezza della complessità dell'addestramento e presto va via.
Connors rivela a Davis che una spia vuole comprare da lui informazioni sul sistema di puntamento e aiuta Davis ad attirare la spia in una trappola dove viene arrestato. Il cadetto Paul Harris, brillante nella scuola di terra e un eroe per aver salvato il suo bombardiere dalla distruzione, è turbato dalla coscienza che sua madre pensa che sarà un assassino di civili innocenti. Davis lo rassicura con un discorso patriottico. Quando un bombardiere sviluppa problemi meccanici e all'equipaggio viene ordinato di salvarsi, Tom Hughes si fa prendere dal panico e si rifiuta di saltare. Il suo amico (e un altro pretendente di Burt Hughes), il cadetto Jim Carter, fa schiantare l'aereo, sostenendo che sia stato lui ad essere stato preso dal panico, ma Hughes in seguito confessa, persuade con successo Davis e riceve una seconda possibilità.
Durante un successivo volo, Buck Oliver ha problemi di anossia per il tubo dell'ossigeno scollegato e nelle manovre quasi lancia Carter fuori dal portello delle bombe senza paracadute. Tom Hughes salva la vita di Carter ma cade dallo stesso portello. Oliver è sottoposto a una commissione investigativa ma viene prosciolto perché le sue azioni derivavano dal fallimento della sua attrezzatura per l'ossigeno. In preda alla colpa e incapace di affrontare Burt, Oliver si trasferisce fuori dalla scuola. Poco dopo, l'America viene trascinata in guerra dall'attacco giapponese a Pearl Harbor. Davis, promosso colonnello, diventa un comandante del gruppo B-17 e propone goffamente di sposare Burt che lo rifiuta. Il gruppo (e i nuovi bombardieri Carter, Connors, Rafferty e Harris) parte per una base segreta dell'isola nel Pacifico, e Burt bacia appassionatamente Jim Carter, rivelando la sua scelta.
Alla base, Buck Oliver, ora maggiore, si unisce al gruppo proprio mentre sta per condurre una missione notturna per bombardare una fabbrica di aerei a Nagoya, in Giappone. L'incarico di Oliver è una bomba per incendiare il bersaglio mezz'ora prima dell'arrivo del gruppo, che Davis porterà in alta quota. Joe Connors è il bombardiere di Oliver e il sergente Dixon il suo mitragliere di coda. Volando basso, il bombardiere di Oliver viene abbattuto prima che possa lanciare le sue bombe, ma Connors rimane al suo posto, sacrificando la sua vita per distruggere il sistema di puntamento, adempiendo un giuramento che ha fatto entrando nella scuola.
Oliver e il resto del suo equipaggio, incluso Dixon, vengono catturati. I giapponesi torturano gli altri membri dell'equipaggio per costringere Oliver e Dixon a rivelare la posizione della loro base, ma Dixon tenta di scappare. Usando un mitragliatore, cerca di farsi strada ma i colpi danno fuoco a un camion che trasporta barili di benzina. Oliver guida il camion in fiamme in tutta la fabbrica, dando fuoco alla sua rete mimetica e compie la sua missione, sapendo che verrà ucciso dai suoi stessi uomini. Il gruppo B-17 combatte i giapponesi, ma supera la riluttanza dei bombardieri a bombardare i loro compatrioti e distrugge con successo l'obiettivo.

## Produzione
Il film, diretto da Richard Wallace e, per le sequenze aeree, da Lambert Hillyer (non accreditato) su una sceneggiatura di John Twist con il soggetto dello stesso Twist e di Martin Rackin, fu prodotto da Robert Fellows per la RKO Radio Pictures e girato nella Kirtland Air Force Base ad Albuquerque, Nuovo Messico, sito della prima scuola bombardieri e a Midland, Texas, dal 12 ottobre al 18 dicembre 1942.

### Colonna sonora
- Song of the Bombardiers (1942) - musica di M.K. Jerome, parole di Jack Scholl, suonata in apertura e chiusura del film
- You're In the Army Now - tradizionale

## Distribuzione
Il film fu distribuito con il titolo Bombardier negli Stati Uniti dal 14 maggio 1943 al cinema dalla RKO Radio Pictures. Nel 1993, a cinquant'anni dalla prima uscita, una versione colorizzata fu distribuita in VHS dalla Turner Home Entertainment.
Altre distribuzioni:
- in Svezia il 21 agosto 1944 (Bomber över Tokio)
- in Danimarca il 26 dicembre 1949 (Bombe-eskadrille B-19)
- in Germania Ovest il 12 giugno 1959 (Ohne Rücksicht auf Verluste)
- in Austria nel luglio del 1959 (Ohne Rücksicht auf Verluste)
- in Brasile (Bombardeio)
- in Spagna (Bombardero)
- in Grecia (Iptamenoi mahites, in TV)
- in Italia (19º stormo bombardieri)

### Critica
Secondo Leonard Maltin il film è "piacevole grazie alla sceneggiatura incalzante".

### Promozione
La tagline è: "See the bombing of Tokyo before your very eyes!".